# Hiriyelachenahalli, Sidlaghatta
Hiriyelachenahalli là một làng thuộc tehsil Sidlaghatta, huyện Chikkaballapur, bang Karnataka, Ấn Độ.